# Тулуза (регбійний клуб)
Стад Тулузен (фр. Stade Toulousain) або просто Тулуза (фр. Toulouse) — один з найсильніших регбійних клубів Франції та Європи. Команда, яка виступає в Топ 14, є 6 (1996, 2003, 2005, 2010, 2021, 2024) переможцем кубка Хайнекен — престижного європейського трофея. За цим показником Французи перевершують будь-який інший колектив Старого Світу. Двічі Тулуза програвала в фіналі кубка: в 2004 р сильнішими виявилися Лондон Воспс, а в 2008 р — Ірландці з Манстера. На внутрішній арені клуб також утримує рекорд за кількістю перемог в чемпіонаті — 24. Гравці «Стад Тулуза» традиційно складають основу збірної Франції.
Домашні матчі клуб проводить на Стад Ернест-Валлон. При цьому найбільш значущі зустрічі проходять на арені Стад де Тулуз. Команда виступає в червоному, чорному і білому кольорах.

## Історія

### Створення
До 1907 року центрами регбі в Тулузі були школи і університети. У 1893 р. учні середньої школи ліцей де Тулуз (фр. Lycée de Toulouse) створили колектив les Sans Soucis. Вступивши до університету, ті ж молоді люди організували нову команду — Ель'Олімпік Тулузен (фр. l'Olympique Toulousain). Через деякий час, в 1896 році, клуб був перейменований в Стад Олімп'єн дес Етудіантс де Тулуза (фр. Stade Olympien des Etudiants de Toulouse) (COET). У той же час з'явилися ще дві команди — Ле Спорт Атлетік Тулузен (фр. le Sport Atléthique Toulousain) (SAT, не студенти) і Ель'Еколе Ветерінарі (фр. l'Union Sportive de l'Ecole Vétérinaire) (USEV, студенти ветеринарної школи). Колективи об'єдналися в 1905 році під назвою Вето-Спорт (фр. Véto-Sport) . Нарешті, в 1907 році, відбулося злиття Вето-Спорт і COET, в результаті якого і був створений Стад Тулузен.

### ХХ століття
Перший фінал Тулузи в національному чемпіонаті відбувся в 1909 році. Тоді команда поступилася команді Стад Бордле з рахунком (0-17). Матч проведений в 1912 році став для клубу переможним (Рейсінг 92, 8:6), однак наступний свій титул команда здобула лишень у 1922 році. Двадцяті роки XX століття стали для Тулузи золотими: колекцію титулів поповнили п'ять звань чемпіона Франції: 1922, 1923 , 1924, 1926, 1927.
Наступні десятиліття виявилися менш вдалими в порівнянні до 1920-х. З 1928 по 1946 рік команда не отримала титул чемпіона. У 1934 році відбувся матч проти Тулона в рамках Шаленж Ів дю Мануар, за підсумками якого обидва клуби були оголошені переможцями турніру. І лише в сезоні 1947, південці зуміли завоювати головний трофей країни, обігравши Ажен (10-3) на Стад де Пон Жюмо. Після цього знову настав період без гучних перемог. Вболівальникам довелось чекати 22 роки, поки їх улюблена команда вийшла у фінал чемпіонату, однак і він не приніс Тулузі титул. Команда програла команді Бегль (9:11).
У 1971 році колектив знову боровся за приз Шаленж Ів дю Мануар. Суперником на цей раз був Дакс, який і став володарем кубка (8:18). Через дев'ять років Тулузу спіткала чергова поразка у фінальному матчі. У грі за титул чемпіона Франції — 1980 сильнішими виявилися регбісти Безьє Еро (10:6). У 1984 році, знову у вирішальній зустрічі Шаленж Ів дю Мануар, команда програла команді Нарбонни (3:17). Втім, в кінці вісімдесятих Тулуза стала поступово відновлювати колишню міць. У 1985 році клуб вперше з 1947 став переможцем національного чемпіонату, обігравши Тулон. В наступному році спортсмени зуміли захистити титул, відстоявши його в грі з Ажен. Невдала серія в Шаленж Ів дю Мануар перервалася в 1988, коли Тулуза виграла у Дакс. Чемпіонати 1987 і 1988 років залишилися за Тулоном і Ажен відповідно, але вже в 1989 році Тулуза повернула собі звання кращого французького клубу.
Колектив продовжував домінувати на внутрішній арені у другій половині 1990-х років. У 1994-97 роках клуб незмінно ставав чемпіоном Франції, вигравши чотири титули поспіль; доповнила перемога в Шаленж Ів дю Мануар (1995). Крім того, французи стали першими володарями Європейського кубка регбі в сезоні 1995/1996.
В 1998 і 1999 роках, Тулуза стала найсильнішою в Шаленж Ів дю Мануар та Топ 16.

### ХХІ століття
Команда стала першим чемпіоном країни в XXI столітті, і через два роки, в 2003-му посіла друге місце, поступившись у фіналі Стад Франсе. Тулуза продовжила поповнювати колекцію єврокубків: ЄКР-2003 і кубок Хайнекен-2005. Вельми несподіваним вийшов фінал Топ 14 2005/2006, де Тулуза поступилась команді Біарріц (13:40), програючи після першої половини матчу лише трьома балами. Після семирічної перерви, в 2008 році, клуб знову отримав головний трофей країни. Тоді ж колектив вийшов у фінал кубка Хайнекен, проте зробити дубль французи не змогли — кращим в Європі став Манстер. Проте, вже в 2010-му Тулуза виграла цей турнір в четвертий раз, встановивши тим самим рекорд. У 2011 і 2012 роках клуб вигравав чемпіонат країни. Команда входила до четвірки найсильніших у Франції протягом 19 років поспіль (1994—2012).

## Стадіон
Стад Ернест-Валлон був побудований в кінці 1980-х років і в недавньому минулому модернізований. Регбійні команди і є одним з трьох власників-резидентів арени. Спорудження здатне вмістити 19 500 глядачів, проте далеко не завжди клубу вдається надати місця всім своїм уболівальникам, охочим підтримати спортсменів. Головні матчі чемпіонату і кубка Хайнекен проводяться на Стад де Тулуз, місткість якого вдвічі більше — 38 000. Кілька ігор ЧС-2007 пройшли саме на цьому стадіоні.

## Досягнення

### Регбі
Кубок Хайнекен
- Чемпіон: 1996, 2003, 2005, 2010, 2021, 2024 (6)
- Фіналіст: 2004, 2008

Топ 14
- Чемпіон: 1912, 1922, 1923, 1924, 1926, 1927, 1947, 1985, 1986, 1989, 1994, 1995, 1996, 1997, 1999, 2001, 2008, 2011, 2012, 2019, 2021, 2024, 2025 (24)
- Віце-чемпіон: 1903, 1909, 1921, 1969, 1980, 1991, 2003, 2006

Шаленж де л'Есперанс
- Чемпіон: 1916
- Фіналіст: 1917

Шаленж Ів дю Мануар
- Чемпіон: 1934, 1988, 1993, 1995, 1998 (5)
- Віце-чемпіон: 1971, 1984

Кубок Франції
- Чемпіон: 1946, 1947, 1984 (3)
- Фіналіст: 1949, 1985

Клубний чемпіонат світу
- Чемпіон: 1986,1990 (2)

### Футбол
Чемпіон Південної Франції: 1905, 1906, 1907, 1908, 1909, 1910, 1911, 1912, 1913, 1914

### Європейські рекорди
Тулуза володіє унікальним досягненням — команда брала участь у всіх розіграшах кубка Хайнекен, починаючи з дебютного сезону 1995/1996. Крім того, як уже згадувалося, клуб є чотириразовим переможцем турніру.
| Сезон                                          | Турнір                               | Ігри      | Ігри     | Ігри  | Ігри    | Бали | Бали      | Бали    | Примітки                                  |
| Сезон                                          | Турнір                               | розіграно | перемоги | нічия | поразки | бали | пропущено | різниця | Примітки                                  |
| ---------------------------------------------- | ------------------------------------ | --------- | -------- | ----- | ------- | ---- | --------- | ------- | ----------------------------------------- |
| Кубок Європейських чемпіонів з регбі 2015/2016 | Кубок Європейських чемпіонів з регбі | 6         | 1        | 0     | 5       |      |           |         |                                           |
| Кубок Європейських чемпіонів з регбі 2014/2015 | Кубок Європейських чемпіонів з регбі | 6         | 4        | 0     | 2       | 126  | 124       | +2      | команда не вийшла з групи (№ 4)           |
| 2013/2014                                      | Кубок Хайнекен                       | 7         | 5        | 0     | 2       | 166  | 110       | 56      | чвертьфіналіст (поразка від Манстера)     |
| 2012/2013                                      | Європейський кубок                   | 1         | 0        | 0     | 1       | 19   | 30        | -11     | чвертьфіналіст (поразка від Перпіньян)    |
| 2012/2013                                      | Кубок Хайнекен                       | 6         | 4        | 0     | 2       | 132  | 84        | 48      | друге місце в групі (№ 2)                 |
| 2011/2012                                      | Кубок Хайнекен                       | 7         | 4        | 0     | 3       | 164  | 124       | 40      | чвертьфіналіст (поразка від Единбурга)    |
| 2010/2011                                      | Кубок Хайнекен                       | 8         | 6        | 0     | 2       | 205  | 137       | 68      | півфіналіст (поразка від Ленстера)        |
| 2009/2010                                      | Кубок Хайнекен                       | 9         | 8        | 0     | 1       | 232  | 143       | 89      | чемпіон (перемога над Біарріцем")         |
| 2008/2009                                      | Кубок Хайнекен                       | 7         | 4        | 1     | 1       | 127  | 97        | 30      | чвертьфіналіст (поразка від Кардіфф Блюз) |
| 2007/2008                                      | Кубок Хайнекен                       | 9         | 6        | 0     | 3       | 210  | 119       | 91      | фіналіст (поразка від Манстера)           |
| 2006/2007                                      | Кубок Хайнекен                       | 6         | 3        | 0     | 3       | 147  | 145       | 2       | команда не вийшла з групи (№ 5)           |
| 2005/2006                                      | Кубок Хайнекен                       | 7         | 5        | 1     | 1       | 223  | 165       | 58      | чвертьфіналіст (поразка від Ленстера)     |
| 2004/2005                                      | Кубок Хайнекен                       | 9         | 8        | 0     | 1       | 263  | 144       | 119     | чемпіон (перемога над Стад Франсе)        |
| 2003/2004                                      | Кубок Хайнекен                       | 9         | 7        | 0     | 2       | 232  | 113       | 119     | фіналіст (поразка від Лондон Воспс)       |
| 2002/2003                                      | Кубок Хайнекен                       | 9         | 8        | 0     | 1       | 308  | 163       | 145     | чемпіон (перемога над Перпіньяном)        |
| 2001/2002                                      | Кубок Хайнекен                       | 6         | 3        | 0     | 3       | 151  | 146       | 5       | команда не вийшла з групи (№ 6)           |
| 2000/2001                                      | Кубок Хайнекен                       | 6         | 2        | 1     | 3       | 171  | 182       | −11     | команда не вийшла з групи (№ 3)           |
| 1999/2000                                      | Кубок Хайнекен                       | 8         | 6        | 0     | 2       | 256  | 122       | 134     | півфіналіст (поразка від Манстера)        |
| 1998/1999                                      | Кубок Хайнекен                       | 7         | 4        | 0     | 3       | 247  | 118       | 129     | чвертьфіналіст (поразка від Ольстера)     |
| 1997/1998                                      | Кубок Хайнекен                       | 8         | 6        | 1     | 1       | 273  | 153       | 120     | півфіналіст (поразка від Бріва)           |
| 1996/1997                                      | Кубок Хайнекен                       | 6         | 4        | 0     | 2       | 194  | 197       | −3      | півфіналіст (поразка від Лестер Тайгерс)  |
| 1995/1996                                      | Кубок Хайнекен                       | 4         | 4        | 0     | 0       | 123  | 40        | 83      | чемпіон (перемога над Кардіффом)          |

## Сезон 2016/17 Топ 14
| \| \| 2016–17 Топ 14 таблиця \| watch · edit · discuss \| |                        |                        |          |       |         |         |            |                     |          |             |                |                 |      |
| | Клуб                   | Розіграних             | Виграних | Нічия | Програш | Бали за | Бали проти | Різниця балів Diff. | Проби за | Проби проти | Здобуті бонуси | Втрачені бонуси | Бали |
| 1 | Атлантик Стад Рошель   | 17                     | 10       | 3     | 4       | 439     | 313        | +126                | 42       | 24          | 5              | 3               | 54   |
| 2 | АСМ Клермон Овернь     | 17                     | 10       | 3     | 4       | 497     | 351        | +146                | 52       | 36          | 5              | 2               | 53   |
| 3 | Монпельє Еро           | 17                     | 10       | 0     | 7       | 434     | 378        | +56                 | 38       | 33          | 3              | 3               | 46   |
| 4 | Кастр                  | 17                     | 9        | 1     | 7       | 438     | 347        | +91                 | 42       | 27          | 3              | 2               | 43   |
| 5 | Тулон                  | 17                     | 8        | 1     | 8       | 408     | 363        | +45                 | 37       | 35          | 4              | 4               | 42   |
| 6 | Тулуза                 | 17                     | 9        | 0     | 8       | 348     | 333        | +15                 | 32       | 24          | 2              | 4               | 42   |
| 7 | Бордо-Бегль            | 17                     | 8        | 1     | 8       | 397     | 388        | +9                  | 33       | 34          | 1              | 4               | 39   |
| 8 | Сексьйон Палуаз        | 16                     | 8        | 0     | 8       | 366     | 395        | –29                 | 35       | 36          | 1              | 4               | 37   |
| 9 | Брів Коррез            | 17                     | 8        | 1     | 8       | 366     | 414        | -48                 | 24       | 37          | 0              | 2               | 36   |
| 10 | Рейсінг                | 16                     | 8        | 1     | 7       | 350     | 349        | –1                  | 34       | 30          | 2              | 0               | 36   |
| 11 | Стад Франсе            | 17                     | 7        | 1     | 9       | 397     | 431        | –34                 | 38       | 39          | 2              | 2               | 34   |
| 12 | Ліон                   | 16                     | 6        | 2     | 8       | 325     | 361        | –36                 | 24       | 26          | 2              | 3               | 33   |
| 13 | Гренобль               | 16                     | 4        | 0     | 13      | 392     | 537        | –145                | 37       | 49          | 1              | 6               | 23   |
| 14 | Авірон Байонне         | 16                     | 4        | 2     | 10      | 256     | 453        | –197                | 18       | 47          | 0              | 0               | 16   |
| Якщо команди знаходяться на одному рівні в таблиці на будь-якому етапі, будуть застосовані тайбрейкі в наступному порядку: 1. Класифікація в попередньому сезоні Топ 14 |                        |                        |          |       |         |         |            |                     |          |             |                |                 |      |
| Зелений фон (1 та 2 рядки) отримують пів-фінальні плей-офф місця і візьмуть участь у 2017-18 Європейському кубкові чемпіонів з регбі. Голубий фон (рядки від 3 до 6) здобудуть чвертьфінальні плей-офф місця і візьмуть участь у Кубку чемпіонів. Жовтий фон (7 рядок) авансують до плей-офф щоб отримати шанс позмагатись в Кубку чемпіонів. Білий фон вказує на команди, які здобули місце в Кубку Європи з регбі. Червоний фон (13 і 14 рядки) — команди будуть перенесені до Регбі Про Д2. Фінальна таблиця |                        |                        |          |       |         |         |            |                     |          |             |                |                 |      |
| | 2016–17 Топ 14 таблиця | watch · edit · discuss |          |       |         |         |            |                     |          |             |                |                 |      |

## Знамениті гравці

### Французькі гравці
| - Давід Окані - Бенет Баби - Жан Баярд - Лайонель Боксіс - Франк Белот - Ніколас Бези - Александре Біусса - Ерік Бонневаль - Жан Буільхов - Жульєн Буссес - Яннік Бру - Жан-Марі Кадьє - Крістьєн Каліфано - Філіпп Карбону - Томас Кастаньєд - Рішард Кастел - Жероме Казалбоу - Деніс Шарвет - Андре Шіло - Альберт Кігагна - Вінцент Клерк - Дідієр Кодорнйов - Патріце Коллазо - Цедрік Десброссе - Янн Делайге | - Крістофе Дейлойд - Ів Донгай - Сильвєн Дупуй - П'єр Віллепрекс - Жан Баптіст Еліссальде - Жан Фабре - Жероме Філлол - Хенрі Галау - Ксавєр Гарбайоса - Давід Герард - Іманоль Харінордокай - Домінік Харізе - Цедрік Хейманс - Адольф Жорегай - Яннік Жовзіон - Ніколас Жанжан - Крістіан Лабіт - Вірджіль Лакомб - Франк Турне - Серж Лаірл - Бенет Лекоулс - Жульєн Ле Деведек - Меттью Левремонт - Марсель-Фредерік Лубін-Лебрере | - Жеральд Мартінез - Альфред Майссонні - Максіме Мермоз - Фредерік Мішалак - Ромайн Мілло-Шлускі - Хугуес Міорін - Уго Мола - Сильвайн Ніколас - Гай Новес - Філіпп Струксіано - Еміле Нтамак - Яннік Нійанга - Фабьєн Пелоус - Алайн Пенод - Луї Пікамолес - Клемент Пойнтренод - Жан-Баптіст Рівес - Філіпп Руж-Томас - Даніель Сантаманс - Вілліям Серват - Давід Скрела - Жан-Клод Скрела - Цедрік Соулетт - Ніколас Спанжеро - Волтер Спанжеро |

### Міжнародні гравці
| - Омар Хасан - Ніколас Вергалло - Альберто Вернет Басуальдо - Люк Бургесс - Том Річардс - Роб Ендрю - Рупені Каукаунібука - Вілімоні Деласау - Малелі Кунаворе | - Тімоці Матанавоу - Акапусі Квера - Джаба Брегвадзе - Андреа Ло Ціцеро - Сальватор Перужіні - Тревор Бреннан - Корей Флинн - Хосеа Гір - Байрон Келлехер - Ісітоло Мака | - Лі Стенснесс - Неемія Тйалата - Гаффі ду Тоїт - Гарі Бота - Даан Хюман - Шон Совербі - Яно Вермаак - Фінау Мака - Гарет Томас |